# Campeonato Brasileiro Série A1 Feminino
Il Campeonato Brasileiro Série A1 Feminino è il massimo livello del campionato brasiliano femminile di calcio. Viene organizzato dal 2013 dalla Confederação Brasileira de Futebol e vi partecipano, attualmente, 16 squadre. Si gioca nell'anno solare, da marzo a settembre.

## Storia
Prima della sua fondazione, in Brasile si sono alternarono diversi campionato di calcio femminile. Il primo, la Taça Brasil de Futebol Feminino, fu disputato dal 1983 al 1990, ad eccezione del 1989, a cui seguì il Campeonato Brasileiro a partire dal 1993,con una pausa nel 1995, fino al 2001 quando fu cancellando lasciando un vuoto che per cinque anni fu colmato da alcuni campionati statali.
Nel 2006 si registrò un altro tentativo organizzato dalla FPFA (Federação Paulista de Futebol Amador) e dalla LINAF (Liga Nacional de Futbol) chiamato Taça Brasil de Futebol Feminino e disputato, nella prima edizione, interamente nel comune di Jaguariúna, nello Stato di San Paolo, e nella seconda edizione in diverse città dello Stato di Rio de Janeiro.
Nel 2007 la CBF creò la prima coppa nazionale, la Copa do Brasil de Futebol Feminino, che fu la principale competizione nazionale fino al 2013, quando venne disputata la prima edizione dell'odierno Campeonato Brasileiro Série A1 Feminino.

## Formula
Dal 2013 al 2016 al campionato partecipavano venti squadre che, nella prima fase venivano divise in quattro girone all'italiana di cinque squadre, le prime due di ogni girone avanzano alla seconda fase a gironi e divise in due gironi da quattro le cui prime due andavano poi a sfidarsi in dei playoff a quattro con semifinali e finale su andata e ritorno.
Nel 2017 i campionati sono stati ristrutturati: nella nuova Série è stata portate da 20 a 16 squadre che si sfideranno in un girone di andata e ritorno, al cui termine le prime otto partecipano a dei playoff con andata e ritorno e le ultime quattro retrocedono nella neonata A2.

## Le squadre

### Organico attuale
Alla stagione 2023 hanno partecipato le seguenti 16 squadre:
- Athl. Paranaense
- Atlético Mineiro
- Avaí
- Bahia
- Ceará
- Corinthians
- Cruzeiro
- Ferroviária
- Flamengo
- Grêmio
- Internacional
- Palmeiras
- Real Ariquemes
- Real Brasília
- San Paolo
- Santos

## Partecipazioni per squadra
Sono 47 le squadre ad aver partecipato alle 11 stagioni di Brasileirao Série A1 Feminino dal 2013 al 2023 (in grassetto).
- 10 volte:  São José,  Ferroviária,  Avaí (già  Kindermann/ Avaí/Kindermann)
- 9 volte:  Flamengo,  Santos
- 8 volte:  Corinthians,  Iranduba
- 7 volte:  Foz Cataratas, São Francisco FC,  Vitória das Tabocas
- 5 volte:  Grêmio,  Internacional,  Pinheirense,  Rio Preto
- 4 volte:  Audax, Caucaia,  Centro Olímpico,  Cruzeiro,  Duque de Caxias,  Palmeiras,  Ponte Preta,  Portuguesa,  San Paolo,  Sport Recife, Viana
- 3 volte: Minas Brasília,  Real Brasília,  Tiradentes,  Vasco da Gama,  Vitória
- 2 volte:  Atlético Mineiro,  Bahia,  São José,  Mixto
- 1 volta:  Athl. Paranaense,  Ceará, CRESSPOM, ESMAC,  Real Ariquemes, Red Bull Bragantino,  Botafogo-PB, Napoli,  Náutico, Aliança, ASCOOP, Tuna Luso, Francana

### Vittorie per squadra del campionato brasiliano (dal 1983)
- 6 titoli:  Radar
- 5 titoli:  Corinthians
- 3 titoli:  Vasco da Gama
- 2 titoli:  Santos,  Ferroviária
- 1 titolo:  Sul América,  Saad,  San Paolo,  Portuguesa,  Santa Isabel,  Botucatu,  Rio Preto,  Centro Olímpico,  Flamengo

### Vittorie per squadra della Série A1 (dal 2013)
- 5 titoli:  Corinthians
- 2 titoli:  Ferroviária
- 1 titoli:  Rio Preto,  Centro Olímpico,  Flamengo,  Santos

## Albo d'oro
Di seguito è riportato l'albo d'oro del campionato brasiliano femminile di calcio.
- 1983:  Radar (1º)
- 1984:  Radar (2º)
- 1985:  Radar (3º)
- 1986:  Radar (4º)
- 1987:  Radar (5º)
- 1988:  Radar (6º)
- 1989: Non disputato
- 1990:  Sul América (1º)
- 1991-1992: Non disputato
- 1993:  Vasco da Gama (1º)
- 1994:  Vasco da Gama (2º)
- 1995: Non disputato
- 1996:  Saad (1º)
- 1997:  San Paolo (1º)
- 1998:  Vasco da Gama (3º)
- 1999-2000:  Portuguesa (1º)
- 2001:  Santa Isabel (1º)
- 2002-2005: Non disputato
- 2006:  Botucatu (1º)
- 2007:  Santos (1º)
- 2008-2012: Non disputato
- 2013:  Centro Olímpico (1º)
- 2014:  Ferroviária (1º)
- 2015:  Rio Preto (1º)
- 2016:  Flamengo (1º)
- 2017:   Santos (2º)
- 2018:  Corinthians (1º)
- 2019:  Ferroviária (2º)
- 2020:  Corinthians (2º)
- 2021:  Corinthians (3º)
- 2022:  Corinthians (4º)
- 2023:  Corinthians (5º)

## Capocannoniere
Di seguito le vincitrici della classifica marcatori della Serie A1 dal 2013:
| Edizione | Calciatrice     | Squadra         | Reti |
| -------- | --------------- | --------------- | ---- |
| 2013     | Gabi Zanotti    | Centro Olímpico | 12   |
| 2014     | Raquel          | Ferroviária     | 16   |
| 2015     | Gabi Nunes      | Centro Olímpico | 14   |
| 2016     | Millene         | Rio Preto       | 10   |
| 2017     | Sole Jaimes     | Santos          | 18   |
| 2018     | Danyelle Helena | Flamengo        | 15   |
| 2019     | Millene         | Corinthians     | 19   |
| 2020     | Carla Nunes     | Palmeiras       | 12   |
| 2021     | Bia Zaneratto   | Palmeiras       | 13   |
| 2022     | Cristiane       | Santos          | 13   |
| 2023     | Amanda          | Palmeiras       | 13   |